# (4085) Weir
(4085) Weir ist ein Hauptgürtelasteroid, der am 13. Mai 1985 von Carolyn Shoemaker vom Palomar-Observatorium aus entdeckt wurde.
Der Asteroid wurde nach der Geologin Doris Blackman Weir benannt.